# Дарганов
Дарганов — хутор в Котельниковском районе Волгоградской области, в составе Выпасновского сельского поселения.
Население — 151 (2010)

## История
Дата основания не установлена. Согласно Списку населённых мест Земли Войска Донского, в 1859 году хутор относился к юрту станицы Потёмкинской, входившей в состав Второго Донского округа Земли Войска Донского, на хуторе имелось 44 двора, проживало 282 человека. Население хутора быстро увеличивалось. К 1915 году на хуторе имелось 98 дворов, проживало 337 мужчин и 336 женщин
По состоянию на 1 января 1936 года, Дарганов — административный центр Даргановского сельского совета в составе Котельниковского района Сталинградской области. В 1961 году хутор включён в состав Выпасновского сельского совета.

## География
Хутор расположен на востоке Котельниковского района у границы с Республикой Калмыкия в пределах западной покатости Ергенинской возвышенности, относящейся к Восточно-Европейской равнине, на реке Аксай Курмоярский, напротив устья балки Сухая на высоте 73 метра над уровнем моря. Рельеф местности холмисто-равнинный, склоны долины Аксая исчерчены балками и оврагами. Почвы комплексные: распространены солонцы (автоморфные) и каштановые солонцеватые и солончаковые почвы.
По автомобильным дорогам расстояние до областного центра города Волгограда (до центра города) составляет 210 км, до районного центра города Котельниково — 49 км (до центра города).
Часовой пояс
Дарганов, как и вся Волгоградская область, находится в часовой зоне МСК (московское время). Смещение применяемого времени относительно UTC составляет +3:00.

## Население
Динамика численности населения
| 1859 | 1873 | 1897 | 1915 | 2002 |
| ---- | ---- | ---- | ---- | ---- |
| 282  | 447  | 500  | 673  | 245  |

| 2010 |
| ---- |
| 151  |